# 5급 국가공무원 공개경쟁채용시험
5급(행정직)과 5급(기술직) 공채시험은 대한민국 정부가 행정부의 5급 행정직군 및 기술직군 공무원을 선발하기 위한 시험으로서 인사혁신처 주관으로 실시된다. 2013년부터 '고등고시'가 폐지되고 5급(행정직), 5급(기술직)으로 개편되었다.
현행 5등급 (외무직) 공채는 2013년 상반기 치러지는 제47회 시험을 끝으로 폐지되었다. 과거 명칭은 '행정고등고시(약칭: 행정고시, 행시)'였으나 권위주의적인 이름이라는 의견이 대두되고, 필기 시험 위주의 공채 이외에도 사회 경험이 있는 전문가 등의 특채를 확대한다는 정부 방침에 따라 '5급 공채'로 변경되었다.

## 행정고등고시 시행년도와 기수
시기별로 시험의 명칭이 고등고시 행정과, 3급공개경쟁채용시험, 3급을류공개경쟁채용시험, 행정고등고시 등으로 각기 다른데, 고등고시 연혁편에 나타나 있다.

#### 고등고시 행정과 (1950년~1962년)
1950년 제1회 / 1951년 제2회 / 1952년 제3회 / 1953년 제4회 / 1954년 제5회 / 1955년 제6회 / 1956년 제7회 / 1957년 제8회, 제9회 / 1958년 제10회 / 1959년 제11회 / 1960년 제12회 / 1961년 제13회 / 1962년 제14회

#### 행정고등고시 (1963년~2010년)
1963년 제1회 / 1964년 제2회 / 1965년 제3회 / 1966년 제4회 / 1967년 제5회 / 1968년 제6회 / 1969년 제7회
1970년 제8회, 제9회 / 1971년 제10회 / 1972년 제11회, 제12회 / 1973년 제13회, 제14회 / 1974년 제15회 / 1975년 제16회, 제17회 / 1976년 제18회, 제19회 / 1977년 제20회, 제21회 / 1978년 제22회 / 1979년 제23회
1980년 제24회 / 1981년 제25회 / 1982년 제26회 / 1983년 제27회 / 1984년 제28회 / 1985년 제29회 / 1986년 제30회 / 1987년 제31회 / 1988년 제32회 / 1989년 제33회
1990년 제34회 / 1991년 제35회 / 1992년 제36회 / 1993년 제37회 / 1994년 제38회 / 1995년 제39회 / 1996년 제40회 / 1997년 제41회 / 1998년 제42회 / 1999년 제43회
2000년 제44회 / 2001년 제45회 / 2002년 제46회 / 2003년 제47회 / 2004년 제48회 / 2005년 제49회 / 2006년 제50회 / 2007년 제51회 / 2008년 제52회 / 2009년 제53회
2010년 제54회

## 5급 (행정직), 5급 (기술직) (2011년~)
2010년 8월에 맹형규 행정안전부 장관은 기존의 공무원 채용 방식을 변경하고, '행정고시'라는 이름도 '5급 공채 시험'으로 바꾸겠다고 발표했다.
2011년부터 '고등고시'가 폐지되고 5급(행정직), 5등급(외무직), 5급(기술직)으로 개편되었다.
5등급 (외무직) 공채는 2013년 상반기 치러지는 제47회 시험을 끝으로 폐지되었다.